# Blanfords buulbuul
Blanfords buulbuul (Pycnonotus blanfordi) is een zangvogel uit de familie van de buulbuuls. Deze vogel is genoemd naar de Britse natuuronderzoeker William Thomas Blanford. 

## Taxonomie
Na moleculair genetisch onderzoek, gepubliceerd in 2016, is dit taxon in twee soorten worden opgesplitst. De ondersoort P. blanfordi conradi Conrads buulbuul is nu een aparte soort, met groot verspreidingsgebied in Thailand en noordelijk en centraal Malakka tot zuidelijk Indochina.

## Verspreiding en leefgebied
Deze soort komt voor in Myanmar.

## Status
BirdLife International kent de status niet bedreigd toe aan het niet opgesplitste taxon.